# Abd-as-Subbuh (nom)
Abd-as-Subbuh és un nom masculí teòfor àrab islàmic (àrab: عبد السبوح, ʿAbd as-Subbūḥ) que literalment significa ‘Servidor del Digne de lloança’, essent «el Digne de lloança» un atribut de Déu. Si bé Abd-as-Subbuh és la transcripció normativa en català del nom en àrab clàssic, també se'l pot trobar transcrit Abdul Subboh... normalment per influència de la pronunciació dialectal o seguint altres criteris de transliteració. Com a teòfor, també el duen musulmans no arabòfons que l'han adaptat a les característiques fòniques i gràfiques de la seva llengua.